# Витмајер (Јужна Каролина)
Витмајер (Јужна Каролина) (енгл. Whitmire) град је у америчкој савезној држави Јужна Каролина.

## Демографија
По попису из 2010. године број становника је 1.441, што је 71 (-4,7%) становника мање него 2000. године.
| Група             | 2000.         | 2010.         |
| Белци             | 1.180 (78,0%) | 1.110 (77,0%) |
| Афроамериканци    | 310 (20,5%)   | 278 (19,3%)   |
| Азијати           | 1 (0,1%)      | 5 (0,3%)      |
| Хиспаноамериканци | 8 (0,5%)      | 24 (1,7%)     |
| Укупно            | 1.512         | 1.441         |